# AGO Rethymnou
AGO Rethymnou (griechisch: Αθλητικός Γυμναστικός Όμιλος Ρεθύμνου, deutsch: Athletischer Sportverein Rethymnou; kurz: ΑΓOΡ, AGOR) ist ein griechischer Basketballverein der auf Kreta beheimatet ist. Der Verein spielt in der ersten griechischen Liga, der Basket League, und trägt seine Heimspiele in Rethymno aus. Aus Gründen des Sponsorings läuft der Verein seit der Saison 2015/16 unter dem Namen Rethymno CRETAN KINGS auf.

## Geschichte
Als Breitensportverein Athlitikos Gymnastikos Omilos Rethymnou, 1965 von Ioannis Chalkidakis und Antonios Vitakis gegründet, verfügt AGOR erst seit 1986 über eine Basketballabteilung. Bis 1999 war der Verein lediglich in den unteren Spielklassen vertreten und spielte keine bedeutende Rolle im griechischen Basketball. 1999 stieg der Verein in die Gamma Ethniki (Γ΄Εθνική) auf – welche der vierten Liga entspricht – und belegte in den folgenden Saisons stets einen Platz in der Spitzengruppe, verpasste jedoch jedes Mal den Aufstieg. 2003 verpflichtete der Verein Stergios Koufos als neuen Trainer und mit diesem stellte sich auch erstmals der sportliche Erfolg ein. Mit lediglich zwei Saisonniederlagen schaffte AGOR die Meisterschaft und den Aufstieg in die Bita Ethniki (Β΄Εθνική) welche im folgenden Jahr ebenfalls mit dem ersten Platz abgeschlossen werden konnte und dem Verein den Aufstieg in die zweithöchste griechische Liga (A 2) ermöglichte. Während in der ersten Saison der Aufstieg nur knapp verpasst wurde, schaffte AGOR im Jahr 2007 sensationell den Sprung ins griechische Pokalfinale. Auf dem Weg ins Endspiel setzte sich AGOR unter anderem gegen bedeutende Größen wie PAOK Thessaloniki oder Panionios Athen durch, unterlag dort jedoch dem hoch favorisierten Rekord-Pokalsieger Panathinaikos Athen.

Logo bis 2015

Obwohl AGOR die Saison 2006/2007 zwar nur als Tabellendritter abschließen konnte, stieg der Verein in die höchste griechische Spielklasse (A1 Ethniki) auf, da Sporting Athen aus finanziellen Gründen auf eine Teilnahme verzichtete.
Nach Ablauf der regulären Saison 2012/2013 welche Rethymno auf dem fünften Platz abschloss, setzte man sich im späteren Verlauf der anschließenden Play-offs gegen PAOK Thessaloniki durch und erreichte erstmals in der Vereinsgeschichte das Halbfinale um die griechische Meisterschaft.

## Sponsorennamen
- Rethymno ALMECO
- Rethymno AEGEAN
- Rethymno CRETAN KINGS

## Bedeutende oder bekannte ehemalige Spieler
- Ioannis Kalampokis (2013–2015)
- Nestoras Kommatos (2012–2013)
- Ian Vouyoukas (2007–2008)
- Brent Petway (2011–2013)